# Fourierreihe

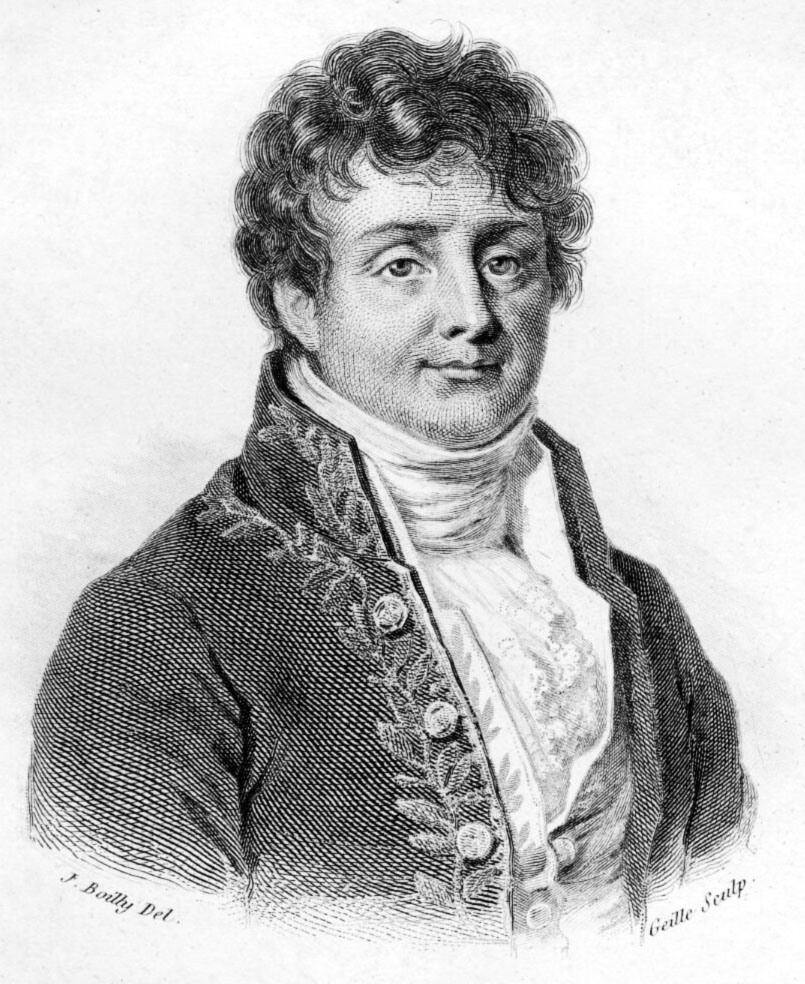
Joseph Fourier

Als Fourierreihe, nach Joseph Fourier (1768–1830), bezeichnet man die Reihenentwicklung einer periodischen, abschnittsweise stetigen Funktion in eine Funktionenreihe aus Sinus- und Kosinusfunktionen. Die Basisfunktionen der Fourierreihe bilden ein bekanntes Beispiel für eine Orthonormalbasis. Im Rahmen der Theorie der Hilberträume werden auch Entwicklungen nach einem beliebigen vollständigen Orthonormalsystem als Fourierreihe bezeichnet. Eine Verallgemeinerung ist die Fourier-Transformation. Die Lehre der Fourierreihen ist Teil der Fourier-Analyse (klassische harmonische Analysis).

## Geschichte
Bereits im 18. Jahrhundert kannten Mathematiker wie Euler, Lagrange oder die Bernoullis Fourierreihen für einige Funktionen. Zu Beginn des 19. Jahrhunderts behauptete nun Fourier in seinem Werk Théorie analytique de la chaleur (1822), dass es für alle Funktionen solche Reihenentwicklungen gäbe. Diese Behauptung stieß zunächst bei führenden Mathematikern wie Cauchy und Abel auf Ablehnung.
Dirichlet konnte 1829 beweisen, dass Fouriers Behauptung zumindest für Lipschitz-stetige Funktionen zutrifft. Du Bois-Reymond fand 1876 eine stetige Funktion, deren Fourierreihe divergiert. Im 20. Jahrhundert gelangte man schließlich zur Erkenntnis, dass es auch für stetige oder stückweise stetige Funktionen konvergente Fourierreihen gibt, wenn der Konvergenzbegriff geeignet abgeschwächt wird (Lennart Carleson).
Als eine frühe geometrische Vorform der Approximation durch eine Fourierreihe kann die Epizykeltheorie betrachtet werden.
1870 zeigte  Georg Cantor die Eindeutigkeit der Darstellung einer Funktion durch ihre Fourierreihe, falls die Fourierreihe punktweise gegen die Funktion konvergiert. Wenig später zeigte er, dass dies auch bei endlich vielen Ausnahmestellen gilt, also Stellen, an denen sich die Fourierreihen unterscheiden können oder die Fourierreihe nicht konvergiert. Die Frage, ob das auch für abzählbar unendlich viele Ausnahmestellen gilt, führte Cantor auf seine Begründung der Mengenlehre. Dabei zeigte er auch, dass der Eindeutigkeitssatz auch bei abzählbar unendlich vielen Ausnahmestellen gilt, genauer für die von ihm eingeführten Punktmengen n-ter Art (allgemeiner bewiesen von Felix Bernstein und William Henry Young 1908 für abzählbar unendlich viele Ausnahmestellen). 1927 zeigte Nina Bari, dass auch bei bestimmten überabzählbar unendlichen Ausnahmemengen der Eindeutigkeitssatz erhalten bleibt.

## Allgemeine Darstellung

### Darstellung in Exponentialform
Eine {\displaystyle T}-periodische Funktion {\displaystyle f} im Lp-Raum {\displaystyle {\mathcal {L}}^{2}\left(\mathbb {R} ,\mathbb {C} \right)} lässt sich mittels einer Fourierreihe darstellen. Diese hat die Form
{\displaystyle f(t)=\sum _{k\in \mathbb {Z} }c_{k}\exp \left({2\pi \mathrm {i} kt \over T}\right).}
Die auftretenden Koeffizienten {\displaystyle c_{k}} werden Fourier-Koeffizienten genannt und beschreiben jeweils paarweise ({\displaystyle c_{k}} und {\displaystyle c_{-k}}) Anteile der ganzzahligen Vielfachen der Grundfrequenz am Signal.
Im Kontext der Verarbeitung periodischer Signale wird die Funktion (Folge) {\displaystyle (c_{k})_{k\in \mathbb {Z} }\in \mathbb {C} ^{\mathbb {Z} }} auch als Frequenzspektrum und {\displaystyle (|c_{k}|)_{k\in \mathbb {Z} }\in \mathbb {R} ^{\mathbb {Z} }} als Amplitudenspektrum von {\displaystyle f} bezeichnet; beides sind diskrete Spektren oder, wie in der Physik gebräuchlich, Linienspektren.
Die Fourier-Koeffizienten {\displaystyle c_{k}} sind dabei durch folgende Gleichung gegeben:
{\displaystyle c_{k}={\frac {1}{T}}\int _{-T/2}^{T/2}f(t)\cdot \exp \left(-{\frac {2\pi \mathrm {i} }{T}}{kt}\right)\mathrm {d} t}
Ist {\displaystyle f} eine reellwertige Funktion, bildet also auf {\displaystyle \mathbb {R} } ab, so gilt offensichtlich
{\displaystyle c_{-k}={\overline {c_{k}}},}
das heißt, die Koeffizienten mit negativen Vorzeichen lassen sich durch komplexe Konjugation aus denen mit positiven Vorzeichen ermitteln.
Diese Darstellung der Fourierreihe als Summe von komplexen
Exponentialfunktionen ist zwar in gewissem Sinne die mathematisch
kompakteste Darstellung, hat jedoch den Nachteil, dass im Allgemeinen
auch für reellwertige Funktionen komplexwertige Fourier-Koeffizienten
{\displaystyle c_{k}} auftreten. Daher existieren zwei weitere Darstellungen, die besonders für reellwertige Funktionen geeignet sind.

### Darstellung in Sinus-Kosinus-Form
Fourierreihen lassen sich auch in der Form
{\displaystyle f(t)\sim {\frac {a_{0}}{2}}+\sum _{k=1}^{\infty }\left(a_{k}\cos \left({\frac {2\pi }{T}}kt\right)+b_{k}\sin \left({\frac {2\pi }{T}}kt\right)\right)}
darstellen. Für die Fourier-Koeffizienten gilt dann
{\displaystyle a_{k}=c_{k}+c_{-k}\quad {\text{für }}k\geq 0}
{\displaystyle b_{k}=\mathrm {i} \left(c_{k}-c_{-k}\right)\quad {\text{für }}k\geq 1\;.}
Man kann die Fourier-Koeffizienten durch
{\displaystyle a_{k}={\frac {2}{T}}\int _{-T/2}^{T/2}f(t)\cdot \cos \left({\frac {2\pi }{T}}kt\right)\mathrm {d} t\quad {\text{für }}k\geq 0}
{\displaystyle b_{k}={\frac {2}{T}}\int _{-T/2}^{T/2}f(t)\cdot \sin \left({\frac {2\pi }{T}}kt\right)\mathrm {d} t\quad {\text{für }}k\geq 1}
auch direkt ausrechnen. Wenn {\displaystyle f} reellwertig ist, erhält man somit
reellwertige Fourier-Koeffizienten.

### Darstellung in Amplituden-Phasen-Form
Für reellwertige Funktionen {\displaystyle f} ist des Weiteren eine Darstellung
der Fourierreihe in der Form
{\displaystyle f(t)\sim {\frac {a_{0}}{2}}+\sum _{k=1}^{\infty }A_{k}\cos \left({\frac {2\pi }{T}}kt-\varphi _{k}\right)}
mit {\displaystyle A_{k}\in \mathbb {R} ^{+}} möglich. Wegen
{\displaystyle \cos \left({\frac {2\pi }{T}}kt-\varphi _{k}\right)=\cos \left({\frac {2\pi }{T}}kt\right)\cos \left(-\varphi _{k}\right)-\sin \left({\frac {2\pi }{T}}kt\right)\sin \left(-\varphi _{k}\right)}
folgt
{\displaystyle A_{k}\cos \left({\frac {2\pi }{T}}kt-\varphi _{k}\right)=a_{k}\cos \left({\frac {2\pi }{T}}kt\right)+b_{k}\sin \left({\frac {2\pi }{T}}kt\right)}
mit
{\displaystyle a_{k}=A_{k}\cos \left(-\varphi _{k}\right),\quad b_{k}=-A_{k}\sin \left(-\varphi _{k}\right)\;.}
Es folgt daher
{\displaystyle {\sqrt {a_{k}^{2}+b_{k}^{2}}}={\sqrt {A_{k}^{2}\cos ^{2}\left(-\varphi _{k}\right)+A_{k}^{2}\sin ^{2}\left(-\varphi _{k}\right)}}=A_{k}{\sqrt {\cos ^{2}\left(-\varphi _{k}\right)+\sin ^{2}\left(-\varphi _{k}\right)}}=A_{k}\;.}
Der Winkel {\displaystyle \varphi _{k}\in \left(-\pi ,\pi \right]} ergibt sich zu
{\displaystyle \varphi _{k}=\left\{{\begin{array}{rl}\arccos {\frac {a_{k}}{A_{k}}}&b_{k}\leq 0\\-\arccos {\frac {a_{k}}{A_{k}}}&b_{k}>0\end{array}}\right.}

## Mathematische Hintergründe

Das dick gezeichnete Signal wird durch die Fourier-Analyse in die beiden dünn gezeichneten Signale zerlegt. Die positive und die negative Halbschwingung sehen gleich aus, weil ein Anteil mit dreifacher Frequenz addiert wurde.

Hier sind positive und die negative Halbschwingung unterschiedlich, weil ein Anteil mit doppelter Frequenz addiert wurde.

### 2π-periodische Funktionen

#### Hilbertraum
Ausgangspunkt unserer Betrachtungen bilde die Menge {\displaystyle V=\left\{\mathbb {R} /2\pi \to \mathbb {C} \right\}}
aller {\displaystyle 2\pi }-periodischen Funktionen von {\displaystyle \mathbb {R} } nach {\displaystyle \mathbb {C} }.
Auf dieser Menge können wir eine Addition und eine Skalarmultiplikation
punktweise definieren, d. h., {\displaystyle +\colon V^{2}\to V} sei durch {\displaystyle \left(f+g\right)\left(t\right):=f\left(t\right)+g\left(t\right)}
und {\displaystyle \cdot \colon \mathbb {C} \times V\to V} durch {\displaystyle \left(\lambda f\right)\left(t\right):=\lambda f\left(t\right)}
(mit {\displaystyle t\in \mathbb {R} /2\pi }) definiert. Mit diesen Abbildungen wird
{\displaystyle V} zu einem {\displaystyle \mathbb {C} }-Vektorraum.
Auf dem Vektorraum {\displaystyle V} definieren wir nun eine (partielle) Funktion
{\displaystyle \langle .,.\rangle _{V}}:
{\displaystyle \left\langle .,.\right\rangle _{V}:={\begin{cases}V^{2}&\to \mathbb {C} \\(f,g)&\mapsto \langle f,g\rangle _{V}:={\frac {1}{2\pi }}\int _{-\pi }^{\pi }f(t){\overline {g\left(t\right)}}\mathrm {d} t\;.\end{cases}}}
Zu beachten ist, dass {\displaystyle \left\langle .,.\right\rangle _{V}} nicht
auf ganz {\displaystyle V^{2}} definiert ist, weil das Integral {\displaystyle \textstyle \int _{-\pi }^{\pi }f(t){\overline {g\left(t\right)}}\mathrm {d} t}
nicht für beliebige {\displaystyle f,g\in V} existiert. Auf dem Unterraum {\displaystyle {\mathcal {L}}^{2}\left(\mathbb {R} /2\pi \right)}
von {\displaystyle V}, welcher durch
{\displaystyle {\mathcal {L}}^{2}\left(\mathbb {R} /2\pi \right):=\left\{f\colon \mathbb {R} /2\pi \to \mathbb {C} \mid f{\text{ messbar}},\int _{-\pi }^{\pi }\left|f(t)\right|^{2}\mathrm {d} t<\infty \right\}}
definiert ist, ist jedoch {\displaystyle \left\langle .,.\right\rangle _{V}} überall
definiert. Wir werden uns daher für die weiteren Betrachtungen auf
den Unterraum {\displaystyle {\mathcal {L}}^{2}\left(\mathbb {R} /2\pi \right)} beschränken
und definieren daher die Funktion
{\displaystyle \left\langle .,.\right\rangle ^{*}:={\begin{cases}{\mathcal {L}}^{2}\left(\mathbb {R} /2\pi \right)\times {\mathcal {L}}^{2}\left(\mathbb {R} /2\pi \right)&\to \mathbb {C} \\(f,g)&\mapsto \left\langle f,g\right\rangle ^{*}:={\frac {1}{2\pi }}\int _{-\pi }^{\pi }f(t){\overline {g\left(t\right)}}\mathrm {d} t\;.\end{cases}}}
Es sei angemerkt, dass {\displaystyle \langle .,.\rangle ^{*}} eine positiv semidefinite hermitesche Sesquilinearform ist. Es gilt:
{\displaystyle \forall f\in {\mathcal {L}}^{2}\left(\mathbb {R} /2\pi \right):\,\left\langle f,f\right\rangle ^{*}=0\quad \Leftrightarrow \quad f=0{\text{ fast überall}}\;.}
Wir definieren {\displaystyle N:=\left\{f\in {\mathcal {L}}^{2}\left(\mathbb {R} /2\pi \right)\mid \left\langle f,f\right\rangle ^{*}=0\right\}}
und
{\displaystyle L^{2}\left(\mathbb {R} /2\pi \right):={\mathcal {L}}^{2}\left(\mathbb {R} /2\pi \right)/N\;.}
Die Abbildung
{\displaystyle \left\langle .,.\right\rangle :={\begin{cases}L^{2}\left(\mathbb {R} /2\pi \right)\times L^{2}\left(\mathbb {R} /2\pi \right)&\to \mathbb {C} \\([f],[g])&\mapsto \left\langle f,g\right\rangle ={\frac {1}{2\pi }}\int _{-\pi }^{\pi }f(t){\overline {g\left(t\right)}}\mathrm {d} t\end{cases}}}
ist daher eine positiv definite hermitesche Sesquilinearform. {\displaystyle L^{2}\left(\mathbb {R} /2\pi \right)}
wird mit {\displaystyle \left\langle .,.\right\rangle } somit zu einem Prähilbertraum.
Da {\displaystyle L^{2}\left(\mathbb {R} /2\pi \right)} vollständig ist, ist {\displaystyle L^{2}\left(\mathbb {R} /2\pi \right)}
sogar ein Hilbertraum.
Wir werden im Folgenden nicht streng zwischen den Funktionen in {\displaystyle {\mathcal {L}}^{2}\left(\mathbb {R} /2\pi \right)}
und den Restklassen in {\displaystyle L^{2}\left(\mathbb {R} /2\pi \right)} unterscheiden.

#### Orthonormalsystem
Betrachten wir nun die Menge {\displaystyle B=\left\{\mathbf {e} _{k}:\mathbb {R} /2\pi \to \mathbb {C} ,t\mapsto \exp \left(\mathrm {i} kt\right)\mid k\in \mathbb {Z} \right\}}.
(Diese Menge ist wohldefiniert, weil die Funktion {\displaystyle \exp \left(\mathrm {i} kt\right)}
bzgl. {\displaystyle t} für alle {\displaystyle k\in \mathbb {Z} } {\displaystyle 2\pi }-periodisch ist.) Da
offensichtlich {\displaystyle B\subseteq L^{2}\left(\mathbb {R} /2\pi \right)} gilt,
erzeugt {\displaystyle B} einen Untervektorraum {\displaystyle W} von {\displaystyle L^{2}\left(\mathbb {R} /2\pi \right)}.
Da die Vektoren in {\displaystyle B} linear unabhängig sind, ist {\displaystyle B} eine Basis
von {\displaystyle W}. {\displaystyle W} hat daher Dimension {\displaystyle \aleph _{0}}.
Für zwei beliebige Vektoren {\displaystyle \mathbf {e} _{k},\mathbf {e} _{l}\in B}
gilt:
{\displaystyle \langle \mathbf {e} _{k},\mathbf {e} _{l}\rangle ={\begin{cases}0&{\text{wenn }}k\neq l\\1&{\text{wenn }}k=l\;.\end{cases}}}
Bezüglich des inneren Produkts {\displaystyle \left\langle .,.\right\rangle } ist
{\displaystyle B} somit eine Orthonormalbasis von {\displaystyle W}.

### Fourierreihe von 2π-periodischen Funktionen
Jede Funktion {\displaystyle f\in L^{2}\left(\mathbb {R} /2\pi \right)}
können wir nun formal als Reihe darstellen:
{\displaystyle f(t)=\sum _{k\in \mathbb {Z} }c_{k}\mathbf {e} _{k}(t)\quad {\text{mit }}c_{k}\in \mathbb {C} \;.}
Diese formale Reihe nennen wir Fourierreihe von {\displaystyle f}. Unter
Ausnutzung der Sesquilinearität von {\displaystyle \left\langle .,.\right\rangle }
und der Orthonormalität von {\displaystyle B} folgt
{\displaystyle \langle f,\mathbf {e} _{k}\rangle =\left\langle \sum _{n\in \mathbb {Z} }c_{n}\mathbf {e} _{n},\mathbf {e} _{k}\right\rangle =\sum _{n\in \mathbb {Z} }c_{n}\left\langle \mathbf {e} _{n},\mathbf {e} _{k}\right\rangle =c_{k}\quad \forall k\in \mathbb {Z} }
und damit
{\displaystyle c_{k}={\frac {1}{2\pi }}\int _{-\pi }^{\pi }f\left(t\right){\overline {\mathbf {e} _{k}\left(t\right)}}\mathrm {d} t={\frac {1}{2\pi }}\int _{-\pi }^{\pi }f(t)\mathbf {e} _{-k}\left(t\right)\mathrm {d} t\quad \forall k\in \mathbb {Z} \;.}
Wir können daher die Werte von {\displaystyle c_{k}} ausrechnen. Es sei jedoch darauf hingewiesen, dass die Reihe
{\displaystyle \sum _{k\in \mathbb {Z} }c_{k}\mathbf {e} _{k}(t)=\lim _{N\to \infty }\sum _{k=-N}^{N}c_{k}\mathbf {e} _{k}(t)}
nicht notwendigerweise gegen {\displaystyle f(t)} konvergiert. Daher ist es notwendig,
das Konvergenzverhalten für verschiedene Klassen von Funktionen zu
untersuchen.
Es gilt jedoch, dass genau dann nur endlich viele {\displaystyle c_{k}} ungleich 0
sind, wenn {\displaystyle f\in W} gilt. Dies folgt unmittelbar daraus, dass {\displaystyle W}
von {\displaystyle B} erzeugt wird. Als Konsequenz konvergiert die Fourierreihe
für {\displaystyle f\in W} auf jeden Fall.

### Fourier-Transformierte und Fourier-Koeffizienten von 2π-periodischen Funktionen
Die Funktion
{\displaystyle {\hat {f}}:={\begin{cases}\mathbb {Z} &\to \mathbb {C} \\k&\mapsto c_{k}=\langle f,\mathbf {e} _{k}\rangle \end{cases}}}
welche die Koeffizienten der Fourierreihe einer {\displaystyle 2\pi }-periodischen
Funktion {\displaystyle f\in L^{2}\left(\mathbb {R} /2\pi \right)} liefert, nennen
wir die Fourier-Transformierte von {\displaystyle f}. Die {\displaystyle c_{k}} nennen
wir Fourier-Koeffizienten. Die Funktionen {\displaystyle {\hat {f}}} bilden
einen {\displaystyle \mathbb {C} }-Vektorraum bzgl. punktweiser Addition und Multiplikation.

### Fourier-Transformation und inverse Fourier-Transformation von 2π-periodischen Funktionen
Die Abbildung
{\displaystyle {\mathcal {F}}:={\begin{cases}L^{2}\left(\mathbb {R} /2\pi \right)&\to \mathbb {C} ^{\mathbb {Z} }\\f&\mapsto {\hat {f}}\end{cases}}}
welche die Funktionen {\displaystyle f} in ihre Fourier-Transformierten {\displaystyle {\hat {f}}} überführt, nennen wir die Fourier-Transformation (von {\displaystyle 2\pi }-periodischen Funktionen). Die Fourier-Transformation ist eine lineare Abbildung zwischen zwei {\displaystyle \mathbb {C} }-Vektorräumen, d. h., es gilt
{\displaystyle \forall \lambda \in \mathbb {C} \forall f,g\in L^{2}\left(\mathbb {R} /2\pi \right):\quad {\widehat {\lambda f+g}}={\mathcal {F}}\left\{\lambda f+g\right\}=\lambda {\mathcal {F}}\left\{f\right\}+{\mathcal {F}}\left\{g\right\}=\lambda {\hat {f}}+{\hat {g}}\;.}
Da die Fourierreihen von Funktionen {\displaystyle f\in L^{2}\left(\mathbb {R} /2\pi \right)} bzgl. der {\displaystyle L^{2}}-Norm fast überall gegen {\displaystyle f} konvergieren, folgt, dass {\displaystyle \textstyle \lim _{k\to \infty }c_{k}=\lim _{k\to \infty }c_{-k}=0} gilt. Andernfalls wäre die Fourierreihe nämlich nicht konvergent. Für die Abbildung {\displaystyle {\mathcal {F}}} bedeutet das, dass sie nicht surjektiv ist.
Weiters können wir eine lineare Abbildung
{\displaystyle {\mathcal {F}}^{-1}:={\begin{cases}{\mathcal {F}}\left\{L^{2}\left(\mathbb {R} /2\pi \right)\right\}&\to L^{2}\left(\mathbb {R} /2\pi \right)\\{\hat {f}}=\left(c_{k}\right)_{k\in \mathbb {Z} }&\mapsto \sum _{k\in \mathbb {Z} }c_{k}\mathbf {e} _{k}\end{cases}}}
definieren. Die Abbildung {\displaystyle {\mathcal {F}}^{-1}} nennen wir inverse Fourier-Transformation (von {\displaystyle 2\pi }-periodischen Funktionen). Es gilt {\displaystyle {\mathcal {F}}\left\{{\mathcal {F}}^{-1}\left\{{\hat {f}}\left(k\right)\right\}\right\}={\hat {f}}\left(k\right)}.

## Verallgemeinerungen

### Funktionen mit Periode T
Aufgrund der {\displaystyle 2\pi }-Periodizität der komplexen Exponentialfunktion wurde oben die Fourierreihe für {\displaystyle 2\pi }-periodische Funktionen definiert, um eine einfache Darstellung zu erhalten. Da man eine {\displaystyle T}-periodische Funktion {\displaystyle {\tilde {f}}} durch {\displaystyle f(t):={\tilde {f}}\left({\tfrac {T}{2\pi }}t\right)} in eine {\displaystyle 2\pi }-periodische Funktion {\displaystyle f} überführen kann, stellt das keine Einschränkung dar.
Zudem kann die Fourierreihe einer {\displaystyle T}-periodischen Funktion {\displaystyle f} analog zum {\displaystyle 2\pi }-periodischen Fall als {\displaystyle \textstyle \sum _{k\in \mathbb {Z} }c_{k}\mathbf {e} _{k}(t)} dargestellt werden. Hierbei wird auf dem Raum {\displaystyle L^{2}(\mathbb {R} /T)} das Skalarprodukt
{\displaystyle \langle f,g\rangle :={\frac {1}{T}}\int _{0}^{T}f(t){\overline {g(t)}}\,\mathrm {d} t={\frac {1}{T}}\int _{-{\frac {T}{2}}}^{\frac {T}{2}}f(t){\overline {g(t)}}\,\mathrm {d} t}
verwendet.
Beim {\displaystyle T}-periodischen Fall definiert man
{\displaystyle \mathbf {e} _{k}(t):=\exp \left({2\pi \mathrm {i} kt \over T}\right).}
Wie im {\displaystyle 2\pi }-periodischen Fall gilt nun (mit „neuen“ {\displaystyle \mathbf {e} _{k}} und Skalarprodukt)
{\displaystyle c_{k}=\langle f,\mathbf {e} _{k}\rangle .}

### Zusammenhang mit der Fourier-Transformation für nicht-periodische Funktionen
Mit Fourierreihen lassen sich nur periodische Funktionen und ihr Spektrum beschreiben. Um auch nichtperiodische Funktionen spektral beschreiben zu können, führt man einen Grenzübergang der Periode {\displaystyle T\to \infty } durch. Dadurch wird die Frequenzauflösung beliebig fein, was in einem Verschwinden des komplexen Amplitudenspektrums resultiert. Aus diesem Grund führt man das komplexe Amplitudendichtespektrum {\displaystyle F} ein, ausgehend von der komplexen Fourierreihe zunächst für die diskreten Argumente  {\displaystyle \omega =n{\tfrac {2\pi }{T}}}:
{\displaystyle F(\omega )=\int _{c-{\frac {T}{2}}}^{c+{\frac {T}{2}}}f(t)\mathrm {e} ^{-\mathrm {i} \omega t}\mathrm {d} t\,.}
Durch Bildung des Grenzwertes {\displaystyle T\to \infty } (wobei gleichzeitig {\displaystyle n\to \infty }) folgt damit unmittelbar die Fourier-Transformation:
{\displaystyle {\mathcal {F}}(f)(\omega )=\lim _{T\to \infty }F(\omega )=\int _{-\infty }^{\infty }f(t)\mathrm {e} ^{-\mathrm {i} \omega t}\mathrm {d} t\,.}

### Allgemeine innere Produkte
Wir haben die Fourierreihe für das innere Produkt
{\displaystyle \left\langle .,.\right\rangle :={\begin{cases}L^{2}\left(\mathbb {R} /2\pi \right)\times L^{2}\left(\mathbb {R} /2\pi \right)&\to \mathbb {C} \\\left\langle f,g\right\rangle &\mapsto {\frac {1}{2\pi }}\int _{-\pi }^{\pi }f(t){\overline {g\left(t\right)}}\mathrm {d} t\end{cases}}}
definiert. Man kann jedoch auch andere innere Produkte betrachten,
was zur Folge hat, dass andere Vektoren zueinander orthogonal sind.
Da die Fourier-Koeffizienten bezüglich eines Orthonormalsystems ermittelt
werden, erhält man dadurch andere Koeffizienten. Da viele Eigenschaften
der Fourier-Transformation auf der Ausnutzung der Orthogonalität der
trigonometrischen Funktionen beruhen, ändern sich auch die Eigenschaften
der Fourier-Transformation, wenn man andere innere Produkte verwendet.
Sei {\displaystyle (H,\langle .,.\rangle _{H})} ein Hilbertraum mit einer Orthonormalbasis {\displaystyle S}. Dann kann man jedes Element {\displaystyle f\in H} des Hilbertraums durch
{\displaystyle f=\sum _{u\in S}\langle f,u\rangle _{H}\,u}
darstellen. Diese Reihendarstellung wird auch (verallgemeinerte) Fourier-Reihe genannt.

### Fourierreihen und Symmetrie
Verallgemeinerungen der Fourier-Reihe, die sich zwar auch als Darstellungen in Orthonormalbasen beschreiben lassen, aber zusätzlich ähnlich der Fourier-Reihe bestimmte Eigenschaften in Bezug zu Symmetrien aufweisen, untersucht die harmonische Analyse. Die Pontrjagin-Dualität verallgemeinert dabei die Fourier-Reihe auf Funktionen auf beliebigen abelschen lokalkompakten topologischen Gruppen, der Satz von Peter-Weyl auf kompakten topologischen Gruppen.

## Beispiele

### Dreieckpuls

Verschiedene Näherungen eines Dreieckpulses

Die Dreieckfunktion lässt sich je nach gewünschter Phasenlage mit Sinus- und Kosinustermen approximieren. Mit dem Scheitelwert {\displaystyle h} lauten die Fourierreihen:
{\displaystyle {\begin{array}{rl}f(t)=&-{\frac {8h}{\pi ^{2}}}\left[{\cos {\omega t}+{\frac {1}{3^{2}}}\cos {3\omega t}+{\frac {1}{5^{2}}}\cos {5\omega t}+\cdots }\right]\\[.6em]=&-{\frac {8h}{\pi ^{2}}}\sum \limits _{k=1}^{\infty }{\dfrac {\cos((2k-1)\omega t)}{(2k-1)^{2}}}\end{array}}}
{\displaystyle {\begin{array}{rl}f(t)=&{\frac {8h}{\pi ^{2}}}\left[{\sin {\omega t}-{\frac {1}{3^{2}}}\sin {3\omega t}+{\frac {1}{5^{2}}}\sin {5\omega t}\mp \cdots }\right]\\[.6em]=&{\frac {8h}{\pi ^{2}}}\sum \limits _{k=1}^{\infty }(-1)^{k-1}{\dfrac {\sin((2k-1)\omega t)}{(2k-1)^{2}}}\;.\end{array}}}

### Rechteckpuls

Verschiedene Näherungen eines Rechteckpulses

Die Rechteckschwingung ist definiert durch
{\displaystyle f(t)={\begin{cases}h,&{\mbox{ wenn }}0\leq t<T/2\\-h,&{\mbox{ wenn }}T/2\leq t<T\end{cases}}\qquad f(t+T)=f(t)\;.}
Die Fourierreihe dazu lautet
{\displaystyle {\begin{aligned}f(t)=&{\tfrac {4h}{\pi }}\left[\sin \omega t+{\tfrac {1}{3}}\sin 3\omega t+{\tfrac {1}{5}}\sin 5\omega t+{\tfrac {1}{7}}\sin 7\omega t+\cdots \right]\\=&{\tfrac {4h}{\pi }}\sum _{k=1}^{\infty }{\dfrac {\sin \left((2k-1)\omega t\right)}{2k-1}}\;.\end{aligned}}}
Anhand dieser Funktion erkennt man, dass man eine Rechteckschwingung durch unendlich viele Harmonische darstellen kann. Sie enthält jeweils die ungeraden harmonischen Oberschwingungen, wobei die Amplitude mit steigender Frequenz abnimmt. Aufgrund dessen wird ein Rechtecksignal auch häufig zum Testen elektronischer Schaltungen genommen, da so das Frequenzverhalten dieser Schaltung erkannt wird.
Allgemein enthalten alle periodischen Schwingungen mit der Periodendauer {\displaystyle T} der Grundschwingung und beliebigem Verlauf innerhalb der Periode nur ungeradzahlige Oberschwingungen, wenn gilt:
{\displaystyle f(t+{\tfrac {T}{2}})=-f(t)\;.}

Fourier-Synthese eines Rechtecksignals

Im rechten Bild ist die Fourier-Synthese einer Rechteckschwingung dargestellt. Die Diagramme der ersten Spalte zeigen diejenige Schwingung, die in der jeweiligen Zeile hinzugefügt wird. Die Diagramme in der zweiten Spalte zeigen alle bisher berücksichtigten Schwingungen, die dann in den Diagrammen der dritten Spalte addiert werden, um dem zu erzeugenden Signal möglichst nahezukommen. Die Schwingung aus der ersten Zeile nennt sich Fundamentalschwingung, alle weiteren, die hinzugefügt werden, sind Oberschwingungen (Harmonische). Je mehr solcher Vielfache der Grundfrequenz berücksichtigt werden, umso näher kommt man einem idealen Rechtecksignal. An den unstetigen Stellen des Rechtecksignals bildet sich durch die Fourier-Synthese bedingt ein so genannter Überschwinger, der auch bei größerer Approximation nicht verschwindet. Diese Erscheinung wird Gibbssches Phänomen genannt, sie weist eine konstante und von der Bandbreite unabhängige Überschwingung von etwa 18 % des vollen Sprungs auf. Die vierte Spalte zeigt das Amplitudenspektrum normiert auf die Grundschwingung.

### Sägezahnpuls (steigend)

Verschiedene Näherungen eines Sägezahnpulses

Ebenso lassen sich punktsymmetrische Funktionen aus Sinustermen approximieren. Hier erreicht man eine Phasenverschiebung durch alternierende Vorzeichen:
{\displaystyle {\begin{array}{rl}f(t)=&-{\frac {2h}{\pi }}\left[{\sin {\omega t}-{\frac {1}{2}}\sin {2\omega t}+{\frac {1}{3}}\sin {3\omega t}\mp \cdots }\right]\\[.6em]=&-{\frac {2h}{\pi }}\sum \limits _{k=1}^{\infty }(-1)^{k-1}{\dfrac {\sin k\omega t}{k}}\;.\end{array}}}

### Sinuspuls

Verschiedene Näherungen eines Sinuspulses

{\displaystyle {\begin{array}{rl}f(t)=&h\left|\sin {\omega t}\right|\\[.6em]=&{\frac {4h}{\pi }}\left[{\frac {1}{2}}-{\frac {\cos {2\omega t}}{3}}-{\frac {\cos {4\omega t}}{15}}-{\frac {\cos {6\omega t}}{35}}-\cdots \right]\\[.6em]=&{\frac {2h}{\pi }}-{\frac {4h}{\pi }}\sum \limits _{k=1}^{\infty }{\dfrac {\cos {2k\omega t}}{(2k)^{2}-1}}\end{array}}}

## Konvergenzaussagen zur Fourierreihe
Man kann zwar bedenkenlos zu einer periodischen Funktion eine Fourierreihe aufstellen, jedoch muss diese Reihe nicht konvergieren. Ist dies der Fall, so erhält man durch diese Transformation auch keine weiteren Informationen. Konvergiert die Reihe, so muss man sich im Klaren sein, in welchem Sinn die Konvergenz vorliegt. Meistens untersucht man Fourierreihen auf punktweise Konvergenz, gleichmäßige Konvergenz oder auf Konvergenz bezüglich der {\displaystyle L^{2}}-Norm.
Eine Fourierreihenentwicklung einer periodischen Funktion {\displaystyle f} mit Periode {\displaystyle T>0} ist in den folgenden, schrittweise allgemeiner werdenden Fällen möglich:
1. Die stärkste Konvergenz ist die absolute Konvergenz. Wenn {\displaystyle f} Hölder-stetig mit der Ordnung {\displaystyle \alpha >1/2} ist, dann konvergiert die Fourierreihe von  {\displaystyle f} absolut (und damit gleichmäßig) überall gegen {\displaystyle f} (Sergei Natanowitsch Bernstein).[5]
2. wenn {\displaystyle f} stetig ist und die Fourierreihe von {\displaystyle f} absolut konvergiert, also {\displaystyle \sum _{k=-\infty }^{\infty }|c_{k}|<\infty }, dann konvergiert die Fourierreihe gleichmäßig (und damit punktweise) gegen {\displaystyle f}.[6]
3. wenn {\displaystyle f} stetig und abschnittsweise stetig differenzierbar ist, dann konvergiert die Fourierreihe gleichmäßig (und damit punktweise) gegen {\displaystyle f}.
4. wenn {\displaystyle f} eine beschränkte totale Variation über einer Periode hat, konvergiert die Fourierreihe der Funktion {\displaystyle f} punktweise für alle {\displaystyle x\in \mathbb {R} } gegen das Mittel aus links- und rechtsseitigem Grenzwert, {\displaystyle {\tfrac {1}{2}}(f(x+0)+f(x-0))}. Insbesondere konvergiert die Fourierreihe von {\displaystyle f} also überall dort gegen {\displaystyle f}, wo {\displaystyle f} stetig ist. Die Konvergenz ist zudem gleichmäßig auf jedem abgeschlossenen Intervall {\displaystyle I\subset \mathbb {R} }, auf dem {\displaystyle f} stetig ist.[7]
5. wenn {\displaystyle f}, auf eine Periode {\displaystyle [c,c+T]} eingeschränkt, dem Funktionenraum {\displaystyle L^{2}([c,c+T])} angehört, dann konvergiert die Fourierreihe im Sinne der L²-Norm gegen {\displaystyle f}.

Im Folgenden werden einige wichtige Sätze über die Konvergenz von Fourierreihen aufgezählt.

### Satz von Dirichlet
Peter Gustav Lejeune Dirichlet bewies, dass die Fourierreihe einer differenzierbaren, {\displaystyle 2\pi } periodischen Funktion punktweise gegen die Ausgangsfunktion konvergiert. Unter der Voraussetzung, dass {\displaystyle f} sogar stetig differenzierbar ist, kann die Aussage noch verbessert werden.
Sei {\displaystyle f\colon \mathbb {R} \to \mathbb {R} } eine stetig differenzierbare, {\displaystyle 2\pi }-periodische Funktion, dann konvergiert die Fourierreihe von {\displaystyle f} gleichmäßig gegen {\displaystyle f}.

### Satz von Carleson
Der Satz von Carleson ist ein tiefliegendes Resultat zur Konvergenz einer Fourierreihe.
Sei {\displaystyle f\in L^{2}([-\pi ,\pi ])} eine quadratintegrierbare Funktion, dann konvergiert die Fourierreihe von {\displaystyle f} fast überall.
Diese Aussage ist sogar für alle {\displaystyle L^{p}}-Räume mit {\displaystyle p\in {}]1,\infty [} richtig und heißt in dieser allgemeinen Form Satz von Carleson–Hunt. Dass die Aussage für {\displaystyle p=1} falsch ist, konnte Kolmogorov 1923 durch ein Gegenbeispiel zeigen. Nikolai Nikolajewitsch Lusin vermutete schon 1915 die Richtigkeit des Satzes von Carleson, konnte sie jedoch nicht beweisen. Der Beweis gelang erst Lennart Carleson im Jahr 1966.

### Satz von Fejér
Leopold Fejér bewies, dass die arithmetischen Mittel der Partialsummen der Fourierreihe einer stetigen, {\displaystyle 2\pi }-periodischen Funktion gleichmäßig gegen die Funktion konvergieren.
Sei {\displaystyle f\colon \mathbb {R} \to \mathbb {R} } eine stetige, {\displaystyle 2\pi }-periodische Funktion und {\displaystyle \textstyle S(f)=\sum _{k=-\infty }^{\infty }c_{k}\mathrm {e} ^{\mathrm {i} kx}} die Fourierreihe von {\displaystyle f}. Mit {\displaystyle \textstyle s_{n}(f)=\sum _{k=-n}^{n}c_{k}\mathrm {e} ^{\mathrm {i} kx}} wird die n-te Partialsumme dieser Reihe beschrieben. Dann besagt der Satz von Fejér, dass die Partialsummen {\displaystyle \textstyle {\frac {1}{m+1}}\sum _{n=0}^{m}s_{n}(f)} gleichmäßig gegen {\displaystyle f} konvergieren. Es gilt also
{\displaystyle \lim _{m\to \infty }{\frac {1}{m+1}}\sum _{n=0}^{m}s_{n}(f)=\lim _{m\to \infty }{\frac {1}{m+1}}\sum _{n=0}^{m}\sum _{k=-n}^{n}c_{k}\mathrm {e} ^{\mathrm {i} kx}=f(x)\;,}
wobei die Konvergenz gleichmäßig ist.

## Gibbssches Phänomen

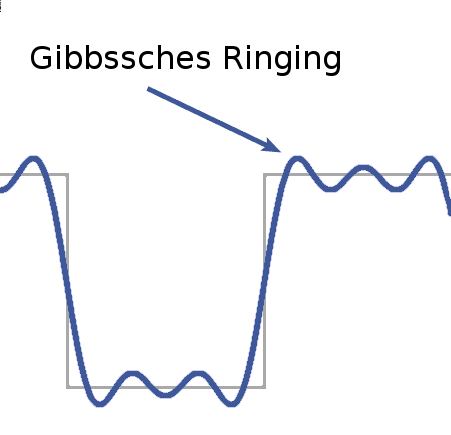
Gibbssches Phänomen bei einer Rechteckkurve

In der Umgebung von Sprungstellen entstehen dort in der Fourierreihe typische Über- und Unterschwinger von etwa 9 % der (vollen!) Sprunghöhe. Dieser Effekt hat weitreichende Auswirkungen in der Signalverarbeitung.
Mathematische Ursache dafür ist, dass für nicht stetige Funktionen {\displaystyle f\in {\mathcal {L}}^{2}\left(\mathbb {R} /2\pi \right)} und
{\displaystyle f_{n}(t)=\sum _{k=-n}^{n}c_{k}\mathbf {e} _{k}(t)\quad {\text{mit }}c_{k}={\hat {f}}(k)\in \mathbb {C} {\text{ und }}n\in \mathbb {N} }
zwar Konvergenz im Sinne der {\displaystyle L^{2}}-Norm vorliegt, jedoch die Folge {\displaystyle \left(\left|f_{n}-f\right|\right)_{n\in \mathbb {N} }} im Allgemeinen nicht gleichmäßig konvergiert.